# Adolphe Devos
Adolphus Devos, né le 8 mai 1836 à Gand et y décédé le 5 mars 1922 fut un homme politique libéral belge.
Devos fut magistrat; il fut élu conseiller communal de Malines et sénateur de l'arrondissement de  Gand-Eeklo.
Il fut créé officier de l'ordre de Léopold, médaille civique de 1re classe; commandeur de l'Ordre de l'Osmanié.

## Sources
- Liberaal Archief
- Bio sur ARSOM